# The Cost of Hatred
The Cost of Hatred er en amerikansk stumfilm fra 1917 af George Melford.

## Medvirkende
- Kathlyn Williams som Elsie Graves / Sarita Graves.
- Theodore Roberts som Justice Graves.
- Tom Forman som Ned Amory.
- Jack W. Johnston som Robert Amory.
- Jack Holt som Huertez.